# Independents d'Acció Popular
Independents d'Acció Popular fou un grup parlamentari d'orientació política catòlica i centrista format a l'Assemblea Nacional Francesa després de les eleccions de 1936. Aplegava un total de 16 diputats, entre ells Joseph Rossé, Michel Walter, Jean-Pierre Mourer, Marcel Stürmel, Arthur Heid, Édouard Fuchs, Charles Hartmann, Paul Harter, Henri Meck, Charles Elsaesser, Thomas Seltz i Joseph Gullung.
Va sorgir del grup dels Republicans de Centre, actius durant la legislatura precedent (1932-1936), i reagrupaven essencialment els diputats de la Unió Popular Republicana, el partit demòcrata-cristià alsacià, i els de la Unió Republicana Lorenesa.